# Tovata

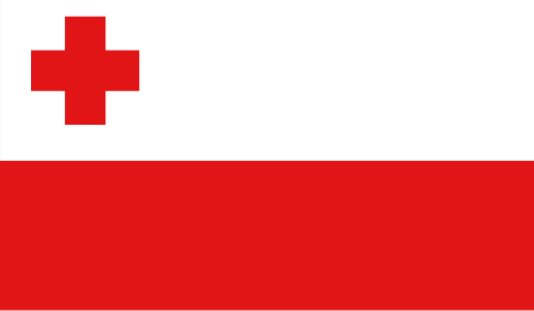
Flagge von Tovata

Tovata ist eine der drei Konföderationen (Kubuna, Burebasaga & Tovata), aus denen sich Fidschis House of Chiefs (Matanitu) zusammensetzt. Alle der Ratu (Häuptling, Chief) gehören zu jeweils einer der drei Konföderationen.

## Zusammensetzung
Die Konföderation setzt sich zusammen aus den Häuptlingen der nordöstlichen Provinzen Bua, Macuata und Cakaudrove auf der Nordinsel Vanua Levu, sowie in den Lau-Inseln.

## Häuptlingstitel
Die Tovata Confederacy ist, im Gegensatz zu Kubuna und Burebasaga, eine neuere Einrichtung. Sie wurde erst am 14. Februar 1867 vom Ma’afu (Council of Chiefs) begründet und vom Britischen Consul in Levuka als Premierminister eingesetzt. In den Na Mata steht:
A tauyavutaka na turaga ni Toga o Ma'afu ena nona via vakacokovatataka na vanua era vakarorogo vua, ena veirogorogoci kei ira na turaga ni vanua o Bua, Macuata, Cakaudrove kei Lau.
Das Schlüsselwort ist „veirogorogoci“, welche „auf jeden anderen Hören“ bedeutet. In dieser Konföderation sind demnach alle Mitglieder gleich im Rang. in Traditionellen Gesprächen und Debatten spricht man daher von „Matanitu Veiwekani“.
Im Gegensatz dazu haben die Konföderationen Kubuna und Burebasaga ganz klar abgegrenzte Hierarchien von Chief, Vassal Warlord, Chieftain und Unterrängen. In Tovata gibt es auch keinen Paramount Chief.

## Persönlichkeiten
Obwohl es die kleinste der drei Konföderationen ist, hat Tovata in der jüngeren Vergangenheit einen großen politischen Stellenwert.
Ratu Sir Lala Sukuna, der als Vater des modernen Fidschi angesehen wird, war aus Tovata, genauso wie Ratu Sir Kamisese Mara, Fidschis langjähriger erster Premierminister und zweiter Präsident;
- Ratu Sir Penaia Ganilau, der erste Präsident von Fidschi.
- Sitiveni Rabuka, ehemaliger Premierminister
- Laisenia Qarase, der kürzlich abgesetzte Premierminister
- Roko Jonetani (aka Pita) Waqavonovono, Politik- und Jugend-Aktivist
- Tui Cakau Ratu Naiqama Lalabalavu
- Ratu Epeli Ganilau
- Roko Matai von Yatu Lau
- Mere Samisoni, Gründer der Bäckereikette Hot Bread Kitchen und ehemaliger Member of Parliament.